# Parťáci (Simpsonovi)
Parťáci (v anglickém originále The Haw-Hawed Couple) jsou 8. díl 18. řady (celkem 386.) amerického animovaného seriálu Simpsonovi. Scénář napsal Matt Selman a díl režíroval Chris Clements. V USA měl premiéru dne 10. prosince 2006 na stanici Fox Broadcasting Company a v Česku byl poprvé vysílán 5. října 2008 na stanici ČT2.

## Děj
Homer a Marge nahrají na kazetu fingovanou hádku, aby je děti nerušily při ranních radovánkách. Jeden kus oblečení ale zasáhne přehrávač a začne hrát muzika. Bart a Líza, kteří stáli za dveřmi, se rozhodnou vejít dovnitř.
Bart je traumatizován a povídá si ve škole s Milhousem, když k nim přijde Nelson a chce od nich jejich peníze na svačinu. Pak je i ostatní spolužáky pozve pod výhrůžkou smrti na oslavu svých narozenin. Bart vymyslí, že když nepůjde nikdo, tak se jim nic nestane. Když se s tím ale doma chlubí Líze, uslyší ho Marge a donutí ho na párty jít. Na oslavu nikdo jiný nedorazí, tak si ji užijí sami a stanou se z nich přátelé. Ve škole ho zachrání od výprasku od bandy výtržníků. Nelson a Bart se spolu dívají na střeše školy na západ slunce. Nelson mu daruje Nelsonovu vestu (rukávy urvali divocí psi) a Bart si pod ochranou Nelsona užívá života. Jedno odpoledne přemluví Milhouse Barta, aby šli pouštět draky. Nelson je uvidí, a tím jeho přátelství s Bartem skončí.
Mezitím chce Líza po Homerovi přečíst pohádku. Jmenuje se Angelica Buttonová a postel dračího krále na kolečkách. Homer ale čte i potom, co Líza usne. Dokonce ji kvůli tomu vzbudí. Homer chce pokračovat ve čtení, ale ona mu to zakáže. Stojí si za tím, že knihu musejí dočíst společně. Druhý den ale Homer zjistí, že Líza spí u kamarádky. Neodolá a knihu dočte sám. Zjistí, že Šediknír, další hlavní postava knihy, se obětuje za Angelicu. Další den mají knihu dočíst, ale Homer nedokáže říct Líze pravdu, a tak si vymyslí vlastní šťastný konec, kde Šediknír nezemře. Poté, co Homer odejde, si Líza knihu dočte sama a konstatuje, že Homerův konec byl lepší.
Ve škole se koná výlet ke Springfieldským přílivovým jezírkům. Bart je ve dvojici s Nelsonem. Když jde Bartovi o život, Nelson ho zachrání. Při závěrečných titulcích sedí Homer v baru U Vočka a oplakává Šedikníra se slovy: „Nikdo by neměl přežít svého kouzelníka. Nikdo.“.

## Přijetí
Ve Spojených státech díl během premiéry sledovalo 8,29 milionu diváků.
Patrick D. Gaertner ze serveru Puzzled Pagan napsal: „Nejsem si úplně jistý, proč se z epizody ‚člen rodiny Simpsonových se sblíží s Nelsonem Muntzem‘ stal typický díl, ale myslím, že tenhle je lepší než ten s Marge. Není sice tak dobrý jako ten, kdy spolu s Lízou začnou chodit, ale i tak se mi tahle epizoda hodně líbí. Opravdu se mi líbí, že Bart a Nelson jsou přátelé, i když to začíná být opravdu divné, když se z toho začne stávat metafora pro vztah, který je zneužívá. I když si opravdu myslím, že konec, kdy si oba uvědomí, že byli špatní kamarádi, byl docela skvělý a něco, co mi přijde na simpsonovskou epizodu docela neotřelé. Nedokážu si snadno vzpomenout na příklad, kdy by se taková zápletka odehrála dříve. Navíc ta béčková zápletka je opravdu solidní. Nejsem sice fanoušek Harryho Pottera, ale líbí se mi myšlenka, jak se Homer a Líza sblíží a zároveň se stanou posedlí stejnou knihou, a Homer se začne bát, že se Líza příliš brzy dozví krutou pravdu o realitě. Také zbožňuji fakt, že Lízu nezajímal skutečný konec knihy a spíš si užívala čas, který trávila s Homerem. To je skvělé. Celkově to byla docela slušná epizoda, zvlášť na osmnáctou řadu, a myslím, že na ni budu vzpomínat v dobrém.“.
Server Gabbing Geek v rámci hodnocení dílu napsal: „Ne v každé epizodě Simpsonových se objeví parodické odkazy na film Mafiáni, Harryho Pottera a Zkrocenou horu. To je možná dobře.“.
Tato epizoda byla v roce 2007 nominována na cenu Primetime Emmy za vynikající animovaný pořad (kratší než jedna hodina), ale prohrála s Městečkem South Park.
Matt Selman byl nominován na Cenu Sdružení amerických scenáristů v kategorii animace, cenu nicméně získala epizoda Kill Gil – první a druhý díl.